# Харьковцы (Хмельницкая область)
Харьковцы (укр. Харківці) — село в Старосинявском районе Хмельницкой области Украины.
Население по переписи 2001 года составляло 478 человек. Почтовый индекс — 31412. Телефонный код — 3850331. Занимает площадь 3,792 км². Код КОАТУУ — 6824487501.
С 1796 по 1923 год административно входило в состав Литинского уезда Подольской губернии.

## Известные уроженцы
- Ладыжец, Владимир Иванович (1924—1991) — советский украинский поэт, прозаик, публицист, журналист и переводчик.
- Герой Советского Союза Мончак Мефодий Степанович, похоронен на аллее Славы в г. Киев. Погиб при освобождении Киева. Его имя выбито на памятника воинам-жителям села, которые погибли во время Великой Отечественной войны.
- Тимощук, Владимир Михайлович (1923—1966) — Герой Советского Союза.

## Местный совет
31412, Хмельницкая обл., Старосинявский р-н, с. Харьковцы